# Saint-Aignan-sur-Ry
Saint-Aignan-sur-Ry település Franciaországban, Seine-Maritime megyében. Lakosainak száma 341 fő (2022. január 1.). Saint-Aignan-sur-Ry Blainville-Crevon, Boissay, Catenay, Elbeuf-sur-Andelle, Ry, Saint-Denis-le-Thiboult és Morville-le-Héron községekkel határos.

## Népesség
A település népessége az elmúlt években az alábbi módon változott:
| Lakosok száma | 324  | 339  | 348  | 348  | 350  | 355  | 350  | 346  | 341  |
|               | 2013 | 2015 | 2016 | 2017 | 2018 | 2019 | 2020 | 2021 | 2022 |